# Солнечное затмение 30 июня 1973 года
Солнечное затмение 30 июня 1973 года — полное солнечное затмение 136 сароса (35 из 71).
Наблюдалось в полном виде на ряде территорий западной и центральной Африки: в Гайане, Суринаме, Мавритании (максимум), Мали, Нигере, Чаде, Судане, Уганде, Кении; в частном — на севере Бразилии, в неперечисленных выше частях Африки, на юге Европы и Ближнем Востоке. Максимальная величина затмения составила 1,0792.

## Наблюдения затмения
Наиболее массовое профессиональное стационарное наблюдение затмения с земной поверхности велось с базы в районе городка Акжужт в Мавритании, где было предсказано прохождение максимальной фазы затмения, силами экспедиций нескольких стран (Нидерландов, Франции, ФРГ, СССР, США, Японии); советская экспедиция включала группу из Государственного астрономического института им. П. К. Штернберга (ГАИШ) МГУ. В ходе экспедиции был проведён ряд астрофизических экспериментов, однако часть наблюдений была «смазана», вероятно, из-за запылённости атмосферы, обусловленной засухой и жарой в Сахаре.
Группой учёных из Лос-Аламосской национальной лаборатории США было осуществлено мобильное наблюдение затмения с борта двух самолётов летящих по предсказанному пути прохождения тени Луны по территории Африки. Использование для наблюдения одного из прототипных сверхзвуковых «Конкордов» с максимальной скоростью почти 1300 миль/ч (более 580 м/с) позволило увеличить эффективное время наблюдения полного затмения свыше 74 мин — более чем в 10 раз по сравнению с максимумом для стационарного наблюдения.

## Влияние на происходящее в мире
Согласно расследованию Института медико-биологических проблем, это затмение (наблюдавшееся в Иордании как частное, около 0,30) могло послужить причиной катастрофы при взлёте советского самолёта Ту-134, выполнявшего рейс SU-512 по маршруту Амман—Бейрут—Ереван—Москва. Ошибка экипажа, возможно, произошла из-за негативного влияния необычного изменения освещённости на действия членов экипажа.
Почтовой службой Мавритании была выпущена серия марок, посвящённая затмению.